# Maramandougou
Maramandougou is een gemeente (commune) in de regio Koulikoro in Mali. De gemeente telt 14.500 inwoners (2009).